# Akizuki (1942)
El Akisuki (1942) fue un destructor de la Armada Imperial Japonesa que participó en diferentes acciones durante la Segunda Guerra Mundial. Su nombre significa Luna de otoño. Formó parte de la Clase Akizuki (1942). Su construcción se inició en 1941 y finalizó en 1942. Participó en la Batalla de las Salomón Orientales el 24 de agosto de 1942 sin sufrir daños y en la Batalla del cabo Esperanza de la Campaña de Guadalcanal donde fue alcanzado por una bomba que lo obligó a dirigirse a Japón, donde fue reparado entre el 8 de noviembre y el 16 de diciembre de 1942. Resultó hundido el 25 de octubre de 1944 en la batalla de Cabo Engaño de la Campaña de Filipinas (1944-1945), en la posición 20°29′N 126°30′E / 20.483, 126.500.